# Lina Hedlund

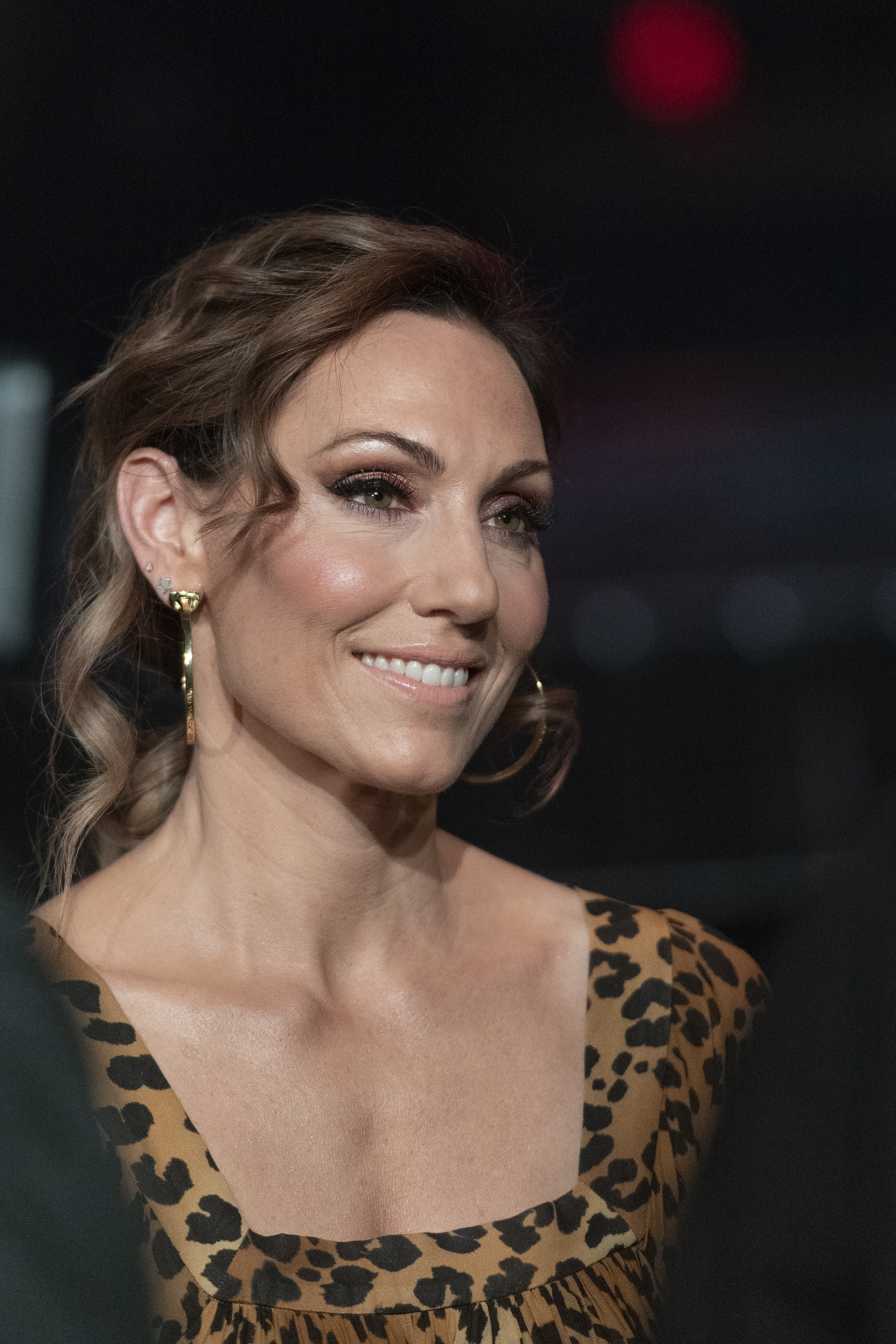
Lina Hedlund (2020)

Lina Maria Hedlund (* 28. März 1978) ist eine schwedische Sängerin und Moderatorin. Als Sängerin war sie Mitglied der Popgruppe Alcazar, die sich 2018 auflöste. Des Weiteren ist sie als Solokünstlerin aktiv.

## Leben
Hedlund wuchs in Kilafors in der Gemeinde Bollnäs auf. Im Jahr 2002 nahm sie erstmals am Melodifestivalen, dem schwedischen Vorentscheid für den Eurovision Song Contest, teil. Gemeinsam mit ihrer Schwester Hanna sang sie das Lied Big Time Party, mit dem sie den neunten Platz im Finale erreichten. Im darauffolgenden Jahr trat sie als Soloartistin mit Nothing Can Stop Me an, wobei sie in der Zweiten Chance ausschied. 2007 trat sie der wiedervereinten Band Alcazar bei. Gemeinsam mit Alcazar nahm sie in den Jahren 2009, 2010 und 2014 am Melodifestivalen teil. Bei der Teilnahme im Jahr 2014 konnte das Trio mit einem dritten Platz im Finale die beste Platzierung erreichen. Im Jahr 2018 trennte sich die Band.
Mit dem Lied Victorious, das unter anderem von Dotter geschrieben wurde, trat sie im dritten Halbfinale des Melodifestivalens 2019 an. Sie zog dabei ins Finale ein, wo sie als Elfte den vorletzten Platz belegte. Sie war Mitglied der schwedischen Jury beim Eurovision Song Contest 2019. Beim Melodifestivalen 2020 führte sie als eine der drei Moderatoren durch die sechs Sendungen. Bereits von 2001 bis 2012 war sie als Moderatorin der Musiksendung Copycat Singers tätig. Sie trat außerdem in einigen Filmrollen auf.
Gemeinsam mit dem Moderator und Musiker Nassim Al Fakir hat sie zwei Söhne. Ihr Schwager ist der Sänger Martin Stenmarck, der mit ihrer Schwester Hanna Hedlund verheiratet ist.

## Singles
| Jahr | Titel               | Höchstplatzierung, Gesamtwochen, AuszeichnungChartsChartplatzierungen (Jahr, Titel, Platzierungen, Wochen, Auszeichnungen, Anmerkungen) | Anmerkungen  |
| Jahr | Titel               | SE | Anmerkungen  |
| ---- | ------------------- | --- | ------------ |
| 2002 | Big Time Party      | SE36 (5 Wo.)SE | Hanna & Lina |
| 2003 | Nothing Can Stop Me | SE58 (1 Wo.)SE |              |
| 2019 | Victorious          | SE28 (4 Wo.)SE |              |

## Filmografie
- 2010: Jonson & Pipen (Fernsehserie, 4 Folgen)
- 2016: Tomten och Åtråden
- 2018: Draug